# Koordekanaal

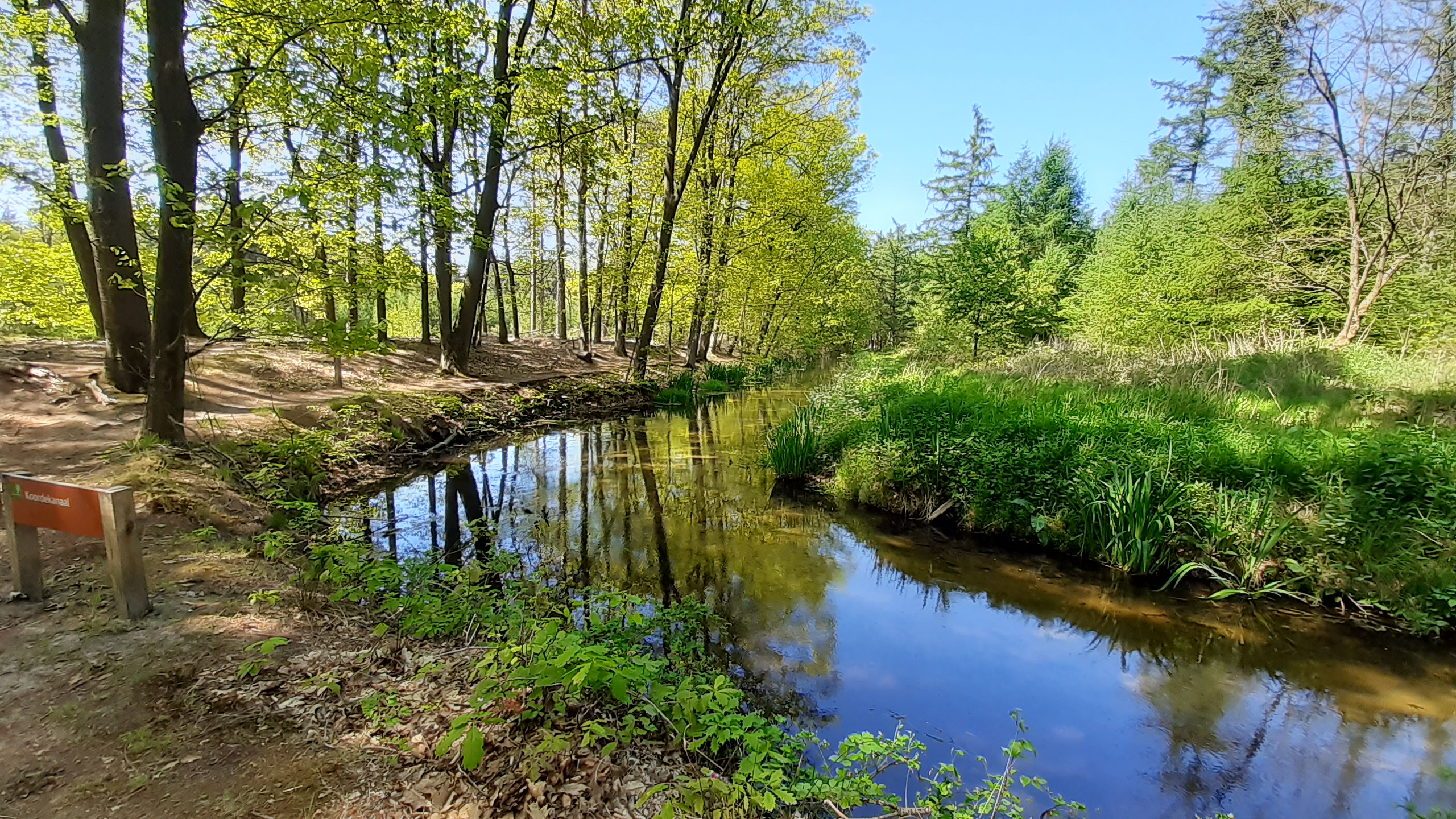
Het Koordekanaal zuidwestelijk van het dorp De Rips

Het Koordekanaal was een onderdeel van de Peel-Raamstelling. Het kanaal takte af van het Defensiekanaal ten zuidwesten van Landhorst, liep ongeveer parallel aan de huidige Middenpeelweg langs Elsendorp en zette zich voort door Beestenveld en de Klotterpeel ten zuiden van De Rips in zuidoostelijke richting om uiteindelijk weer op het Defensiekanaal aan te sluiten.

## Geschiedenis
Na de Eerste Wereldoorlog bestond de wens om Nederland beter te verdedigen. Zeker toen de herbewapening van Duitsland onder het naziregime zich aandiende, begon men met de aanleg van het Defensiekanaal, onderdeel van de Peel-Raamstelling, dat deels als werkverschaffingsproject werd aangelegd.
Aangezien het Defensiekanaal erg ver naar het oosten lag, wilde men wat verder naar het westen een extra tankgracht aanleggen om een aanval alsnog af te remmen, mocht de linie bij het Defensiekanaal doorbroken worden. Dit werd het Koordekanaal, genoemd naar de koorde als afgesneden stuk van een cirkelomtrek. Bij het Koordekanaal kwamen ook enkele mijnenvelden te liggen. Er was echter nauwelijks geld voorzien voor de aanleg van deze linie, en, in tegenstelling tot het Defensiekanaal, werden hier geen bunkers gebouwd.
Toen de Duitsers op 10 mei 1940 binnenvielen, waren er te weinig militairen om het Koordekanaal afdoende te bemannen. De weinige soldaten die er gestationeerd waren, trokken zich na drie dagen al terug. Daarbij bliezen ze de bruggen over het kanaaltje op, wat een hindernis zou opleveren voor de Nederlandse militairen die zich later vanaf de linie bij het Defensiekanaal moesten terugtrekken. Ook de burgers die in dit gebied verbleven, werden zo onnodig in gevaar gebracht.

## Heden
Na de Bevrijding werd het kanaal, opnieuw door middel van een werkverschaffingsproject, grotendeels gedempt. Enkele restanten ervan zijn nog aanwezig in de Klotterpeel en het Beestenveld.

## Externe bron
- Erfgoedwiki